# 立山重工業
立山重工業（たてやまじゅうこうぎょう、英文社名：Tateyama Heavy Industrial）は、鉄道車両やロードローラーなどの特種用途自動車を製造していた日本の企業。

## 概要
1907年（明治40年）5月、本江六三郞が富山県富山市太田口町で操業していた本江鉄工所を源流として、本江機械製作所（もとえきかいせいさくしょ）が設立され、1934年（昭和9年）に株式会社に改組した。1953年に敦賀セメントへ納入した25t C型機まで、太平洋戦争中を中心に確認されている限りで460両以上の蒸気機関車を製造した。
本江機械製作所はその名の通り技術者であった本江忠義らによって創設されたが、本江自身は本江機械製作所の設立から立山重工業の工場閉鎖までの間に一度も社長に就任しておらず、会社そのものは第二次世界大戦後の財閥解体まで大口の出資者となった野村財閥の傍系会社という位置付けであった。また、戦時体制下で軍用機関車の製造を行っていたため、大戦末期には名古屋俘虜収容所第8分所が置かれ、戦時俘虜の労働派遣先に指定されていた。
立山重工業としての工場閉鎖は戦後の需要減による経営難が主因であるが、その一方で戦後の労働運動に由来する人件費の激増と人員削減の困難化も大きな要因であった。

## 沿革
- 1907年（明治40年）5月 - 本江鉄工所を源流として、本江機械製作所設立
- 1934年（昭和9年）4月5日 - 株式会社に改組し、株式会社本江機械製作所設立[2][10]
- 1939年（昭和14年）
  - 1月 - 本江工科青年学校（学修期間5ヶ年）創設[3]
  - 12月 - 日本鉄道車輛製造工場組合加入
- 1941年（昭和16年）12月 - 車輛統制会設立加入
- 1943年（昭和18年）1月1日 - 立山重工業株式会社に改称[11][12]（官報掲載は3月23日[13]）
- 1946年（昭和21年）6月 - 産業車輛工業会設立加入
- 1949年（昭和24年）3月 - 工場閉鎖[注 6]
- 1950年（昭和25年）10月 - 資産等を道益産業株式会社へ譲渡
- 1952年（昭和27年）3月 - 道益産業より立山重工業清算人へ資産等を返還
- 1953年（昭和28年）5月26日 - 清算人により資産の競売を実施。工場は大谷重工業株式会社社長の大谷米太郎が落札。これにより大谷重工業富山工場となり、即日大谷製鋼所へ譲渡、大谷製鋼所立山工場へ改称。これと前後して機関車生産終了
- 1957年（昭和32年）7月 - 大谷製鋼所富山工場へ改称
- 1968年（昭和43年）12月 - 大谷製鋼所解散
- 1969年（昭和44年）1月 - 旧 大谷製鋼所富山工場、大谷製鉄株式会社として独立
- 1988年（昭和63年） - 富山県新湊市（現射水市）に新工場を開設。旧工場を閉鎖

## 製品

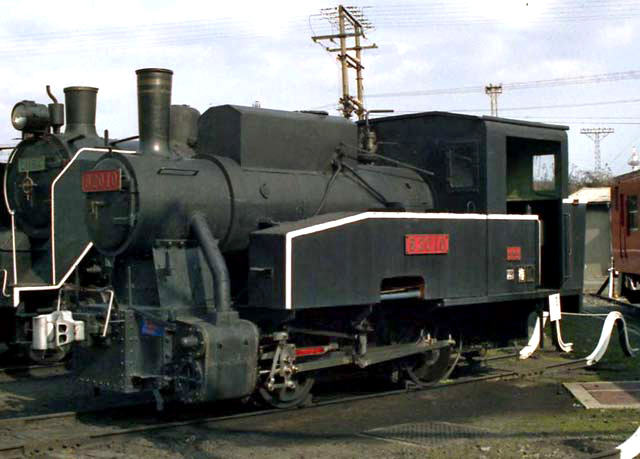
国鉄B20形蒸気機関車

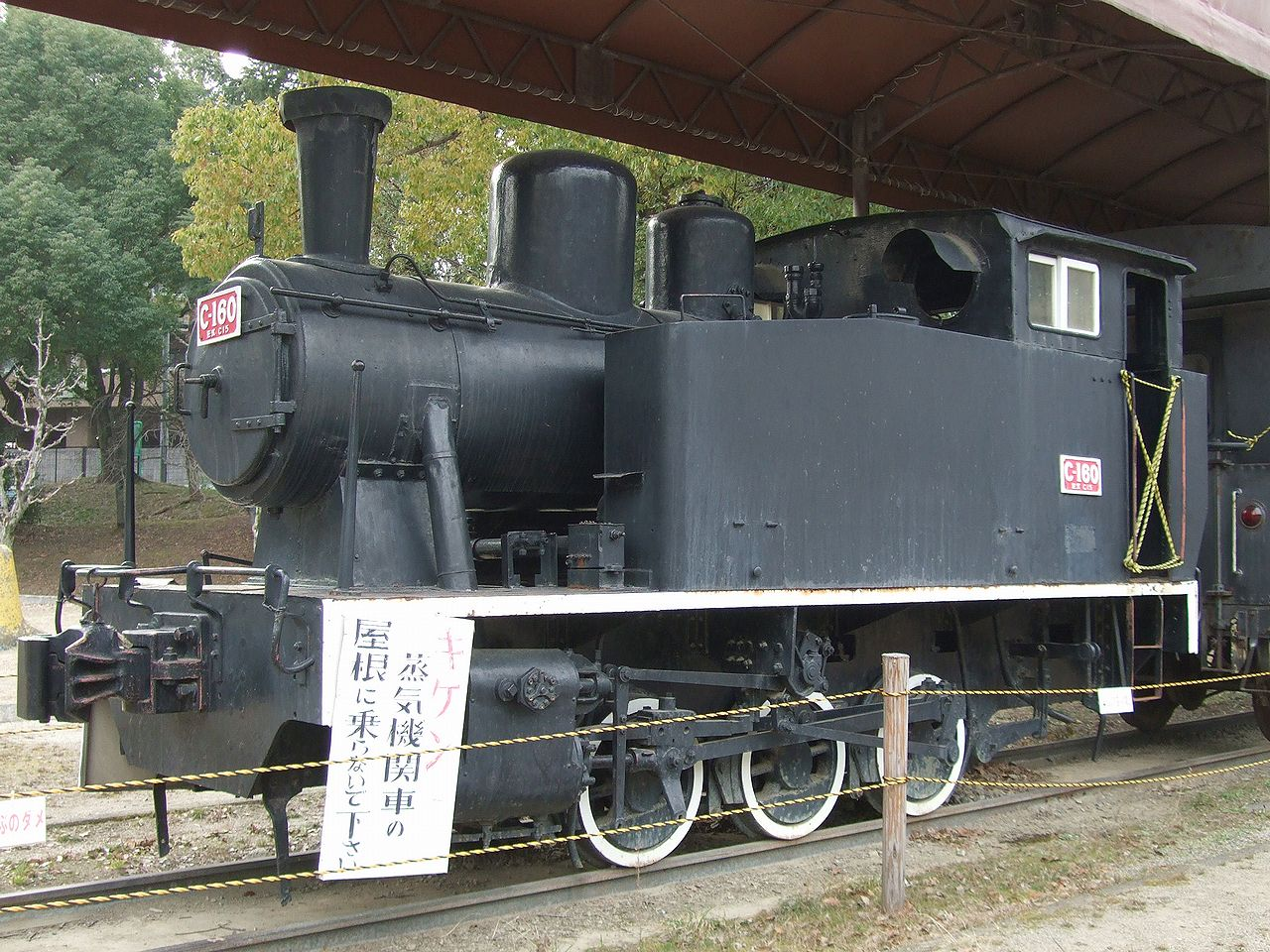
加悦鉄道C-160号蒸気機関車

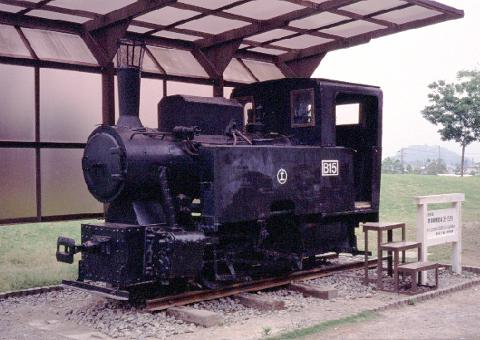
静岡鉄道B15形蒸気機関車

創業から機関車製造終了まで、一貫して飽和式タンク式蒸気機関車を製造した。
最小のものは戊B6とカテゴライズされた610mm軌間用6t B型機、最大のものは大江山ニッケルに納入され、加悦鉄道で使用された40t C1型機（Nos.101-103）であった。
製造・納入実績のある機関車の軌間は610（戊）・762（丁）・1067（乙）mmの3種で、いずれも規格化された設計によるものであった。
その基本構造は、背の高いサイドタンクなどに昭和初期の恐慌で会社消滅に追い込まれた雨宮製作所がその活動の末期に製造した、武利意森林鉄道18号形蒸気機関車などのサイド・ウェルタンク機との類似性が認められるが、その大半が資材難の戦時中に製造されたこともあり、リベット組み立てではなく電気溶接を多用し、規格材を最低限の加工で使用するよう図った、平滑かつ簡素で装飾を一切排した外観を特徴とする。もっとも、簡素な設計の一方でボイラーの使用圧力は総じて他社製より高く設定される傾向があり、例えば森林鉄道向けでは当時10 - 12気圧程度が一般的なところ、13気圧に設定されていて、ピストン弁の使用と相まって、額面上大きな牽引力の発揮を可能としていた。
また、初期の製品や一部の小型機を除く大半の製品が前方視界を改善するためにサイドタンク前部を斜めに削っており、運転台の側窓の下辺がこのサイドタンクの上辺と揃えられていたこともあって、総じて腰高な印象の外観であったことで知られる。
納入先は海軍や日本製鐵向けなど産業用が大半を占めるが、燃料統制でガソリンカーの使用が困難となった1942年以降は各地の軽便鉄道・地方私鉄向けの小型機納入が戦後まで続いた。
さらに、規格化されたこれらの機関車の設計手法は、戦時中の車輛統制会においても「小型蒸気機関車専門委員会」によって産業用機関車の標準規格として採り入れられた。これに忠実に従う形で国鉄B20形が製造された他、北海道庁が道内産業の振興策の一環として1937年以降、鉱山機械の製造及び保守を行っていた札幌の中山鉄工所（後の中山機械）に本江機械製作所製10t C形サイドタンク機をデッドコピーしたものを製造させ、更には同業かつ後発の協三工業などの機関車設計にも少なからぬ影響を及ぼしている。
もっとも、その製品全般に品質の低い代用材の多用や工法の極端な簡略化が見られた。このため、戦後1947年以降に世相が落ち着いてから製造されたものや、製鉄所などの重要産業鉄道向けなどの一部の例外を除き、高圧缶ゆえの蒸気漏れの頻発などによって、大半は戦後短期間で淘汰されている。
なお、いずれも飽和式タンク機関車であり、テンダー機関車や過熱式蒸気機関車の製造実績はない。

### 製品例
- 釜石鉱山鉄道C1 20形203・208・209：20t C1型 762mm軌間
- 釜石製鉄所構内専用鉄道2000形2011 - 2025：20t C型 762mm軌間
- 国鉄B20形：20t B型 1,067mm軌間
- 静岡鉄道B15形・B16形：6t B型 762mm軌間
- 尾小屋鉄道No.5（C155）：15t C型 762mm軌間
- 北沢産業網干鉄道No.7：30t 1C1型 1,067mm軌間
- 井笠鉄道丁J10号形[注 14]10：10t C型 762mm軌間